# Mickey Hart
Mickey Hart (Brooklyn, 11 september 1943) is een Amerikaanse drummer en percussionist, die bekend werd door de rockband Grateful Dead. Hij was lid van de Grateful Dead van september 1967 tot februari 1971 en opnieuw van oktober 1974 tot hun laatste show in juli 1995. Hij en collega-drummer Bill Kreutzmann verdienden de bijnaam 'the rhythm devils'.

## Carrière

### Het vroege leven en onderwijs
Michael Steven Hartman werd geboren in de Flatbush-buurt van Brooklyn. Hij werd opgevoed in een buitenwijk van Inwood door zijn moeder Leah, een drummer, kleermaakster en boekhoudster. Zijn vader Lenny Hart, een drummer, had zijn gezin in de steek gelaten toen de jonge Hart een peuter was. Hoewel Hart (die hyperactief en niet academisch geneigd was) geïnteresseerd raakte in percussie toen hij op de lagere school zat, werd zijn interesse groter toen hij de foto van zijn vader zag in een journaal waarin de Wereldtentoonstelling van 1939 werd gedocumenteerd. Kort daarna ontdekte hij een oefenblok en een paar slangenhoutstokken die van zijn vader waren. Hij ging naar de Lawrence High School in Cedarhurst, New York.
Terwijl hij werkte bij de jazzclub El Patio in Atlantic Beach, New York, werd hij beïnvloed door Tito Puente's regelmatige optredens. Een paar maanden na de middelbare school ontdekte hij het werk van de Nigeriaanse drummer Babatunde Olatunji, een andere vormende invloed. Olatunji gaf later les en werkte samen met Hart.
Hart stopte met de middelbare school als laatstejaars. Onder de indruk van zijn muzikale afkomst, meldde hij zich in 1961 bij de United States Air Force. Hij diende als drummer bij The Airmen of Note, een elite bigband-eenheid in de United States Air Force Band, gemodelleerd naar Glenn Millers gevierde Army Air Forces Band.
Drie en een half jaar lang was hij in heel Europa gestationeerd, waar hij ook beweerde gevechtstechnieken (met name judo, waarbij hij een zwarte band had behaald) te hebben onderwezen aan eenheden van het Strategic Air Command en andere eenheden in Europa en Afrika. Tijdens een tournee in Spanje zat hij naar verluidt samen met een verscheidenheid aan opmerkelijke jazzmuzikanten (waaronder Gerry Mulligan en Count Basie) en trad hij op in verschillende ensembles (van kleine jazzcombo's tot marsbands) en op opnamesessies voor lokale popsterren. Hart zou later in een interview in 1972 hebben laten weten dat zijn opdracht voor Airmen of Note als dekmantel diende voor zijn nuttige taken. Toen hij bij de luchtmacht was, was hij samen met collega-militair en gitarist Joe Bennett, medeoprichter van Joe & the Jaguars (ook bekend als The Jaguars). Na zijn ontslag in 1965 keerde Hart kort terug naar het grootstedelijk gebied van New York, waar hij inviel voor de vaste drummer in een sobere foxtrotband als lid van de plaatselijke muzikantenvakbond.
Toen hij in Zuid-Californië was gestationeerd, ontdekte hij dat zijn vader nog steeds betrokken was bij de drumgemeenschap als een endossant voor Remo. Oprichter Remo Belli zorgde voor een ontmoeting voordat Hart werd overgeplaatst naar Spanje, maar de oudere Hart verdween al snel. Een verzoeningspoging na ontslag (ook bemiddeld door Belli) bleek meer succes te hebben. Kort daarna richtten vader en zoon het Hart Music Center op in San Carlos. Eind 1965 of begin 1966 trad Hart op in een vroege itteratie van William Penn & His Pals voorafgaand aan het lidmaatschap van Gregg Rolie en de opname van de garagerockklassieker Swami. Later in 1966 hervatten Hart en Bennett hun samenwerking kort voordat de laatste zich opnieuw aanmeldde voor een dienstplicht in Vietnam.
Tegen het einde van het jaar was hij ingetrokken bij Michael Hinton, een student en vriend die hem medio 1967 zou vergezellen naar een funest optreden van het Count Basie Orchestra in The Fillmore. Tijdens het concert vervulde Hart het verzoek van Grateful Dead-drummer Bill Kreutzmann om Basie Orchestra-drummer Sonny Payne te ontmoeten, wat leidde tot een informele tutorial tussen Hart en Kreutzmann en zijn uiteindelijke introductie bij The Grateful Dead.

### Vanaf 1967
Hart trad in september 1967 toe tot The Grateful Dead. Zijn interesse in polyritmische beginselen en exotische percussie waren in die periode een integraal onderdeel van de arrangementen van de band, die archivaris Dick Latvala vervolgens zou typeren als het 'oer-doden-tijdperk' van 1968-1969. Hij vertrok echter met wederzijds goedvinden in februari 1971 en bevrijdde zichzelf nadat zijn vader (die de band kort leidde) $ 70.000 van de band had verduisterd. In zijn memoires uit 2015 onthulde Kreutzmann dat Harts gebruik van heroïne en andere drugs was toegenomen in de nasleep van de verduistering en zijn bijdragen aan de band had beïnvloed, wat ook bijdroeg aan zijn vertrek.
Tijdens zijn sabbatical bracht hij in 1972 het album Rolling Thunder uit. Twee extra soloalbums werden voltooid (waaronder een ambient-muziekproject dat bedoeld was als soundtrack voor The Silent Flute, een scenario dat mede werd geschreven door Bruce Lee, James Coburn en Stirling Silliphant dat uiteindelijk werd gefilmd in 1978 als de David Carradine-film Circle of Iron), maar door Warner Brothers afgewezen vanwege de steeds gespannen relatie van het label met The Grateful Dead. Harts thuisopnamestudio bleek een toevluchtsoord te zijn voor de meer eigenzinnige inspanningen van verschillende bandleden en hij bleef samenwerken met zijn voormalige bandleden aan verschillende projecten, met name Tales Of The Great Rum Runners (1974) van Robert Hunter en Seastones (1975) van Ned Lagin.
Hij keerde terug naar The Greatful Dead voor hun laatste pre-hiatus concert in oktober 1974 (tot grote ergernis van Kreutzmann, die zich al snel verzoende met Hart) en werd formeel in ere hersteld aan het begin van de tournee (1976) van de band. Hij bleef bij de band tot hun officiële ontbinding in 1995. Harts samenwerking met de overige leden van The Grateful Dead is voortgezet met The Other Ones, The Dead en Dead & Company.
Naast zijn werk met de Grateful Dead, trad Hart op als soloartiest, percussionist en auteur van verschillende boeken. Met deze inspanningen heeft hij een levenslange interesse in etnomusicologie en wereldmuziek nagestreefd.
Hart was invloedrijk in het vastleggen van wereldwijde muzikale tradities die op de rand van mogelijk uitsterven stonden, door samen te werken met archivarissen en etnomusicologen van zowel het American Folklife Center van de Library of Congress als het Center for Folklife and Cultural Heritage van het Smithsonian Institution. Hij is lid van de Board of Trustees van het American Folklife Center en was een woordvoerder van het Save Our Sounds-initiatief voor het bewaren van audio. Hij is ook lid van de Library of Congress National Recorded Sound Preservation Board en staat bekend om heruitgaven en andere opnamen met historische en culturele waarde.
In 1991 produceerde Hart het album Planet Drum, dat 26 weken lang op #1 in de Billboard World Music-hitlijst bleef en ontving de allereerste Grammy Award voor «Best World Music Album».
Hart heeft door de geschiedenis heen boeken geschreven over de geschiedenis en tradities van drummen. Zijn solo-opnamen (met diverse gastmuzikanten) zijn percussief, maar grenzen aan new age. Zijn enthousiasme voor wereldmuziektradities en behoud en samenwerking is vergelijkbaar met dat van gitarist Ry Cooder.
In 1994 werd Hart opgenomen in de Rock and Roll Hall of Fame als lid van Thee Grateful Dead.
In 2000 werd Hart lid van de raad van bestuur van het Institute for Music and Neurologic Function, een non-profitorganisatie die de helende kracht van muziek bestudeert en zette zijn onderzoek voort naar het verband tussen genezing en ritme en de neurale basis van ritme. In 2003 werd hij geëerd met de Music Has Power Award van de organisatie, als erkenning voor zijn pleidooien en voortdurende inzet om het publiek bewust te maken van het positieve effect van muziek.
Hart was ook jurylid voor de 3e jaarlijkse Independent Music Awards om de loopbaan van onafhankelijke artiesten te ondersteunen.
Na de dood van Jerry Garcia en de daaruit voortvloeiende ontbinding van The Grateful Dead in 1995, bleef Hart muziek spelen met verschillende bands, waaronder leden van The Grateful Dead. Op het Furthur Festival van 1996 speelde Mickey Harts Mystery Box Ratdog, net als de band van Bob Weir.
In 2005 kwamen Hart en de leden van de band Particle samen om het Hydra Project te creëren.
In 2006 formeerde Hart met bandmaat Bill Kreutzman, bassist Mike Gordon van Phish en voormalig leadgitarist Steve Kimock van The Other Ones The Rhythm Devils, een bijnaam die verwijst naar Hart en Kreutzmanns drumduetten en improvisatie.
De band brengt zowel nummers uit hun respectievelijke repertoires als nieuwe nummers die zijn geschreven door Robert Hunter, de songschrijver van Jerry Garcia. The Rhythm Devils kondigden hun eerste tournee aan in 2006, die eindigde op het populaire Vegoose-festival in Las Vegas tijdens het Halloween-weekend.
In juni en juli 2008 leidde Hart de Mickey Hart Band op een Amerikaanse concerttournee. De band bestond uit Hart, Steve Kimock op gitaar en pedal steelgitaar, George Porter jr. op bas, Kyle Hollingsworth op keyboards, Sikiru Adepoju op 'talking drum', Walfredo Reyes jr. op drums en Jen Durkin op zang.
In 2010 debuteerde Hart met de compositie Rhythms of the Universe, gebaseerd op een verscheidenheid aan astrofysische gegevens. De compositie vertegenwoordigt een samenwerking tussen wetenschapper en kunstenaar, met behulp van hun eigen geavanceerde tools. Nobelprijswinnaar in de natuurkunde George Smoot van de University of California, Berkeley en Lawrence Berkeley National Laboratory (LBNL), en Keith Jackson, een computerwetenschapper en muzikant ook van LBNL, leverden enkele gegevens voor het project. Het uiteindelijke resultaat zou een muzikale geschiedenis van het universum zijn, van de oerknal en de vorming van sterrenstelsels en sterren tot aan de moderne tijd, inclusief beelden van de Hubble-ruimtetelescoop en ritmes afgeleid van de kosmische achtergrondstraling, supernova's, quasars en vele andere astrofysische verschijnselen. Het werk ging in première op de conferentie Cosmology on the Beach in Playa del Carmen in januari 2010.
In april 2010 werd aangekondigd dat The Rhythm Devils in de zomer van 2010 ging toeren met een nieuwe bezetting, waaronder Hart en Bill Kreutzmann (diverse percussie), Keller Williams (gitaar, zang), Sikiru Adepoju (talking drum), Davy Knowles (gitaar, zang) en Andy Hess (bas).
The Rhythm Devils deden slechts één show in 2011 op het Gathering of the Vibes Music Festival in Bridgeport. Deze versie van de band was Hart, Kreutzmann, Keller Williams, Sikiru, Steve Kimock en Reed Mathis van Tea Leaf Green op bas.
In 2011 debuteerde Hart met een nieuwe versie van de Mickey Hart Band. Deze bezetting omvatte Tim Hockenberry (zang, keyboards, trombone, saxofoon, andere instrumenten), Crystal Monee Hall (zang, gitaar, handpercussie), Ben Yonas (keyboards), Gawain Mathews (gitaar), Sikiru Adepoju ('talking drum', djembe, shakers), Ian 'Inkx' Herman (drums), Greg Ellis (percussie) en Vir McCoy (bas). De band speelde een paar shows in augustus 2011 aan de oost- en westkust van de Verenigde Staten. In november en december 2011 deed de Mickey Hart Band een 17-daagse tournee met een licht gewijzigde bezetting. McCoy en Ellis waren niet in deze bezetting en Widespread Panic bandlid Dave Schools voegde zich bij de band als hun bassist voor de tournee.
Op 11 oktober 2011 bracht Smithsonian Folkways The Mickey Hart Collection uit. De serie bestaat uit 25 albums en bevat muziek uit regio's over de hele wereld, waaronder Soedan, Nigeria, Tibet, Indonesië, Letland en Brazilië.
In augustus 2013 ging de Mickey Hart Band op tournee met het Tea Leaf Trio, dat drie leden van de band Tea Leaf Green omvat, ter ondersteuning van het album Superorganism van de band.
Op 29 september 2013 ging de voltooide versie van zijn en George Smoots film Rhythms of the Universe in première in het Smithsonian Air and Space Museum in Washington D.C.
In de zomer van 2015 gaven de overlevende leden van de Grateful Dead (Bob Weir, Phil Lesh, Bill Kreutzmann en Mickey Hart), samen met Trey Anastasio, Bruce Hornsby en Jeff Chimenti, een reeks concerten ter gelegenheid van de 50e verjaardag van The Grateful Dead. De optredens vonden plaats in het Levi Stadium van Santa Clara op 27 en 28 juni 2015 en in Soldier Field in Chicago op 3, 4 en 5 juli 2015. Deze uitvoeringen waren de eerste keer dat Weir, Lesh, Kreutzmann en Hart samen optraden sinds de tournee van The Grateful Dead in 2009 en werd bekendgemaakt als de laatste keer dat de muzikanten allemaal samen zouden optreden.
Ook in 2015 begon Hart te toeren met Dead & Company, een band bestaande uit voormalige Grateful Dead-leden Weir, Hart en Kreutzmann, samen met John Mayer (gitaar), Oteil Burbridge (bas) en Jeff Chimenti (keyboards). De band begon eind 2015 te toeren en heeft sindsdien meerdere tournees afgewerkt. In 2017 bracht hij RAMU uit, met bijdragen van onder meer zijn oude medewerkers Steve Kimock en Sikiru Adepoju, evenals Avey Tare en Tank Ball.

## Privéleven
Hart is sinds 1990 getrouwd met advocate, milieuactiviste en voormalig Sonoma County (Californië) Regional Parks Director Caryl Hart, met wie hij twee kinderen heeft, Reya en Taro. Hij liet de hartslag van Taro in In utero opnemen en gebruikte dit als basis voor het album Music to Be Born By. Hij woont in Occidental. Jerry Hart, de halfbroer van Mickey, is een presentator van een online talkshow en een social media-adviseur in Concord. Hart is het enige Joodse lid van The Grateful Dead.

## Discografie
Soloalbums van Mickey Hart:
- 1972: Rolling Thunder
- 1976: Diga Rhythm Band (met Diga Rhythm Band)
- 1979: The Rhythm Devils Play River Music - The Apokalypse Now Sessions
- 1983: Yamantaka (met Henry Wolff en Nancy Hennings)
- 1983: Music To Be Born By
- 1984: Däfos (met Airto Moreira & Flora Purim)
- 1990: At the Edge
- 1991: Planet Drum
- 1996: Mickey Hart's Mystery Box
- 1998: Supralingua
- 2000: Spirit Into Sound
- 2002: Mondo Head (met Kodō)
- 2002: Over The Edge And Back - The Best of Mickey Hart
- 2008: Global Drum Project (met Zakir Hussain, Sikiru Adepoju, Giovanni Hidalgo)

- Bibsys: 90551407
- Bibliothèque nationale de France: cb13966367x (data)
- CiNii: DA0917566X
- Gemeinsame Normdatei: 118970720
- International Standard Name Identifier: 0000 0001 2026 1222
- Library of Congress Control Number: n90647391
- MusicBrainz: 915e673d-eff5-479a-a917-2fecfc26dc2e
- Bibliotheek van het Japanse parlement: 00513770
- Nationale Bibliotheek van Tsjechië: xx0135185
- Nationale Bibliotheek van Israël: 987007262305305171
- Nationale en Universitaire bibliotheek Zagreb: 000067550
- Nederlandse Thesaurus van Auteursnamen: 074363271
- Système universitaire de documentation: 031821596
- Virtual International Authority File: 54947891
- WorldCat: E39PBJxhkjmRdx6gwfD9cqjwG3